# Jan Sluijters
Johannes Carolus Bernardus (Jan) Sluijters ('s-Hertogenbosch, 17 december 1881 – Amsterdam, 8 mei 1957) was een Nederlandse kunstschilder, tekenaar en ontwerper van affiches, postzegels en boekbanden.

## Levensloop
Sluijters werd in 1901 een leerling van de Rijksakademie van beeldende kunsten samen met Leo Gestel. Gestel en Sluijters bleven veel contact houden. Zijn eerste tekeningen verschenen in het sensatieblad Geïllustreerd Politie-Nieuws. In 1904 won hij de Prix de Rome. Hij trouwde in hetzelfde jaar met Bertha Langerhorst. De Prix de Rome leverde hem een reisstipendium op, waarmee hij in 1905 en 1906 studiereizen naar Italië en Spanje maakte. In 1906 maakte hij in Parijs kennis met het fauvisme. De jury van de Prix de Rome achtte het werk dat hij vanaf toen maakte te modern en stopte daarom zijn jaarlijkse toelage.
Van 1909 tot 1911 woonde en werkte Sluijters in Villa Vita nuova aan de Hilversumseweg 22-24 te Laren NH alwaar hij in 1910 scheidde van Bertha. In 1911 verhuisde hij naar Amsterdam en bezocht hij met Leo Gestel opnieuw Parijs. In 1913 trouwde hij met Greet van Cooten, die ook vaak model zou staan voor zijn schilderijen. In 1917 werd hij lid van de Haagse kunstenaarsvereniging Pulchri Studio en in 1920 werd hij een stemhebbend lid van de Amsterdamse kunstenaarsvereniging Arti et Amicitiae. Hij is ook lid geweest van Kunstenaarsvereniging Sint Lucas.
De jaren hierna kreeg Sluijters steeds meer bekendheid en nam het aantal aan zijn werk gewijde tentoonstellingen sterk toe. In 1933 werd hij benoemd tot Officier in de Orde van Oranje-Nassau. Hij won de Grand Prix tijdens de Wereldtentoonstelling in Parijs en hij kreeg een opdracht om Willem Mengelberg te portretteren. Ter viering van zijn zestigste verjaardag hield het Stedelijk Museum Amsterdam een overzichtstentoonstelling. Opwinding ontstond toen bij een tentoonstelling in Schiedam de burgemeester enkele naakten, waaronder La chemise rose (1930) van Sluijters, liet verwijderen. Hij werd lid van de Académie Royale de la Belgique. In 1952 werd hij benoemd tot Ridder in de Orde van de Nederlandse Leeuw. In 1957 overleed hij.

## Schilderstijl

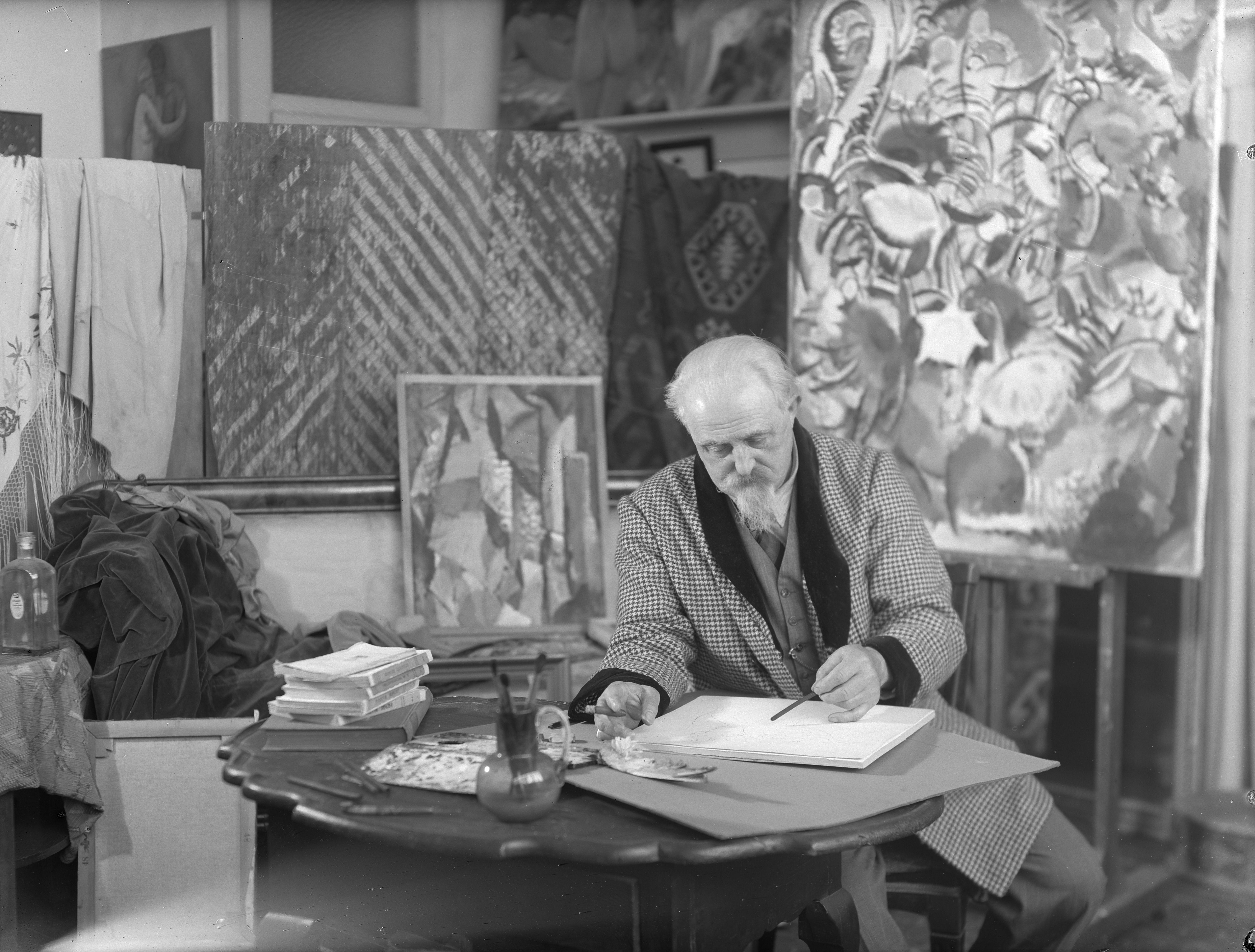
Sluijters (foto Jacob Merkelbach)

Sluijters schilderde naast landschappen en stadsgezichten vooral veel portretten. Hij is vooral bekend om zijn vrouwenportretten, al of niet naakt, en in wat mindere mate om zijn kinderportretten. Daarnaast schilderde hij ook gekleurde mensen en mensen uit de society.
Sluijters schilderde in alle stijlen, maar altijd figuratief. Het schilderij De profeet Elisa wekt de zoon der Sunamitische vrouw tot leven, waarmee hij de Prix de Rome won, was nog in academische stijl. Voor zijn kennismaking met het Fauvisme en postimpressionisme was zijn stijl gebaseerd op het symbolisme en de art nouveau. Door zijn bezoeken aan Parijs werd zijn stijl expressiever en sloot meer aan bij het kubisme en het futurisme. Gedurende deze periode liet hij zich ook inspireren door Kees van Dongen en Piet Mondriaan. Samen met Mondriaan en Leo Gestel werkte hij eveneens in de stijl van het luminisme. Dit vernieuwde de Nederlandse schilderkunst en leverde Sluijters een reputatie op als pionier van het Nederlandse modernisme. Deze waardering geldt vooral voor zijn werk uit de periode van 1906 tot 1916.
Na de Eerste Wereldoorlog was zijn experimenteerdrift wat verminderd en schilderde hij vrij realistisch maar met zijn kenmerkende felle kleurgebruik. Hij schilderde in opdracht talrijke prominente landgenoten en werd daarmee een societyschilder.
Sluijters was een inspiratiebron voor onder anderen Piet Mondriaan en de latere Cobrabeweging.

## Werk in openbare collecties (selectie)
- Drents Museum, Assen

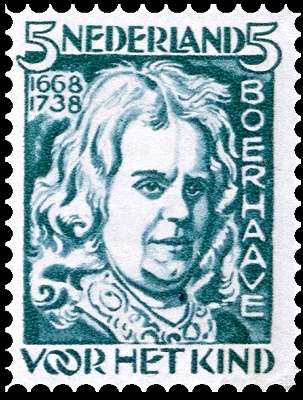
Kinderpostzegel (1928) met Herman Boerhaave, ontworpen door Sluijters

- Museum Boijmans Van Beuningen, Rotterdam[3]
- Het Noordbrabants Museum, 's-Hertogenbosch
- Nederlands Steendrukmuseum, Valkenswaard
- Rijksmuseum Amsterdam[4]
- Singer, Laren
- Stedelijk Museum Alkmaar, Alkmaar
- Van Abbemuseum, Eindhoven[5]
- Van Gogh Museum, Amsterdam
- Museum de Fundatie, Zwolle
- Rijksmuseum Twenthe, Enschede
- Museum Valse Kunst, Vledder[6]

## Tentoonstellingen (selectie)
Postuum

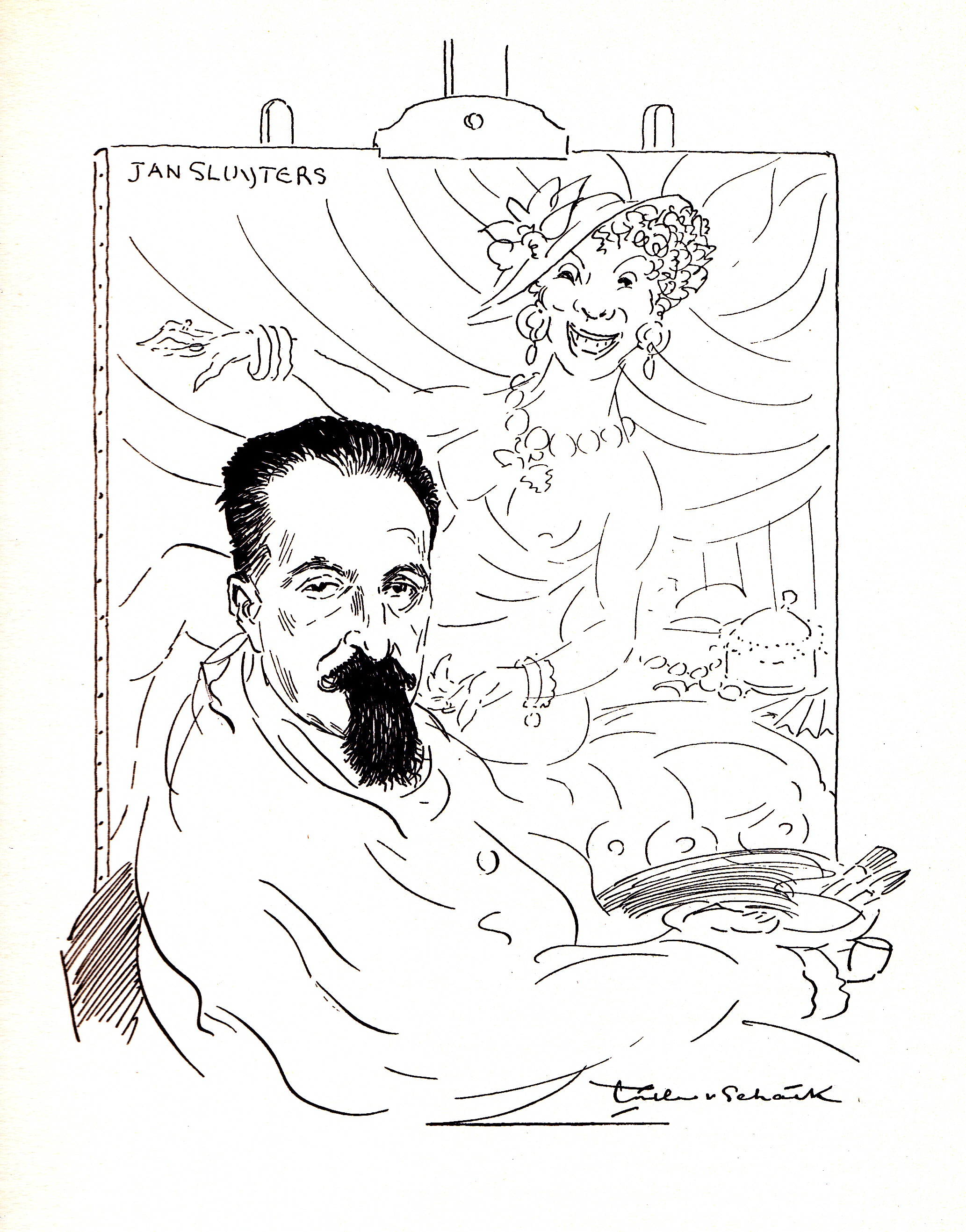
Karikatuur van Sluijters door Willem van Schaik

- 2003 - Jan Sluijters (1881-1957) Vrouwen! Muze, model en minnares van 6 september t/m 30 november 2003 in de Kunsthal in Rotterdam[7]
- 2011 - Sluijters van 16 september 2011 t/m 22 januari 2012 in het Singer in Laren[8]
- 2012 - Jan Sluijters. Satire in steendruk van 25 februari t/m 24 juni 2012 in het Nederlands Steendrukmuseum[9]
- 2018 - Jan Sluijters. De wilde jaren van 17 november 2018 t/m 7 april 2019 in Het Noordbrabants Museum in 's-Hertogenbosch[10]
- 2022 - Sluijters en de modernen. Collectie Nardinc in Singer Laren, van 9 maart tot en met 28 augustus 2022

## Schilderijen
- Twee vrouwen die elkaar omhelzen, 1905[11]
- Spaanse danseres, 1906
- Boomgaard te Heeze, 1909
- Gezicht op Leende, 1909
- Villa Vita Nuova, 1910
- Geraniums, 1912
- Landschap met korenschoven, 1910
- Lezende vrouw, 1911
- Hemelse en aardse liefde (compositie), 1912[12]
- Kubistisch damesportret, 1914
- Portret van Dorry Kahn, 1920
- Negerin met rode sjaal, 1922 (portret van Tonia Stieltjes)
- Meisje met pop, 1928
- Liesje is jarig, 1929[13]
- Vrouw in roze hemd (Het Roze Hemd), 1929[14]
- Liggend naakt, 1931[15]